# Kunszentmiklós
Kunszentmiklós (németül: Sankt Niklas) város Bács-Kiskun vármegyében, a Kunszentmiklósi járás központja.

## Fekvése
A Csepeli-sík és a Kiskunsági-homokhát határán, utóbbi északnyugati részén fekszik, Budapesttől mintegy 60 kilométerre délre. Különálló településrésze Kunbábony, mely a központjától mintegy 7,5 kilométerre keletre helyezkedik el.
A szomszédos települések: észak felől Apaj és Bugyi, északkelet felől Kunpeszér, délkelet felől Kunadacs, dél felől Szabadszállás, délnyugat felől Dunavecse és Szalkszentmárton, nyugat felől Tass, északnyugat felől pedig Dömsöd.
Központjától északi, keleti és déli irányban fekvő külterületeinek jelentős hányada tartozik a Kiskunsági Nemzeti Park Felső-kiskunsági-puszta nevű tájegységéhez.

### Megközelítése

#### Közúton
A város a főutaktól kissé távolabb esik, központját csak három fontosabb mellékút érinti: észak-déli irányban a Kiskunlacháza-Szabadszállás-Izsák közti 5203-as, kelet-nyugati irányban az Örkény-Tass közti 5205-ös út halad rajta keresztül, és ott van a Kiskunságot Lajosmizsétől kiindulva átszelő 5211-es út nyugati végpontja is.
Az ország távolabbi részei felől a legkönnyebben az 51-es főútról közelíthető meg, tassi letéréssel, az 5-ös főútról Örkénynél letérve, vagy az 52-es főútról Szabadszálláson keresztül.
Külterületeit délen, egy aránylag rövid szakaszon érinti az 5213-as út is.

#### Vasúton
A települést a hazai vasútvonalak közül ma csak a MÁV 150-es számú Budapest–Kelebia-vasútvonala érinti, melynek két megállási pontja van itt. A városközpontnak Tass községgel lényegében közös állomása, Kunszentmiklós-Tass vasútállomás a vonal elővárosi vonatainak végállomása, régebben jelentős forgalmi csomópont, elágazó állomás volt; fizikailag a város nyugati határszéle mellett helyezkedik el, közúti elérését az 5205-ös útból délnek kiágazó 52 311-es számú mellékút biztosítja. Bösztör vasútállomás a város központjától jó tíz kilométerre délre található, közúton az 5203-as útból kiágazó 52 314-es számú mellékúton érhető el.
Kunszentmiklós-Tass állomás volt a MÁV 151-es számú Kunszentmiklós-Tass–Dunapataj-vasútvonalának északi végállomása is, de azon a vonalon már 2007 óta szünetel a személyforgalom.

## Története
Az egykori Duna-ágak löszhordalékos partjairól gyakran kerültek elő leletek a kőkorból, a bronzkorból, de találtak itt kelta és szarmata tárgyi emlékeket is. A 70-es évek nagy régészeti szenzációját jelentette egy avar fejedelmi sír feltárása a kunbábonyi homokbányában. A honfoglaló magyarok is szállást találtak a városhatárban.

### Középkor
A Szentmiklós településnév Árpád-kori templomos helyet jelölt. Sűrű faluhálózatot találtak és pusztítottak el a tatár hadak az Alföldön, így járhatott Szentmiklós és környéke is.
A 13-14. században a több hullámban betelepülő kunok néptelen területként szállták meg a vidéket, ahol ma Kunszentmiklós, Kiskunlacháza, Szabadszállás és Fülöpszállás fekszik.

A város Tatárszállás néven a kun Kara-székhez tartozóan bukkant föl először egy Zsigmond-kori oklevélben. A korabeli iratok tanúsága szerint a kunok állandó megtelepedése, hosszabb folyamat eredményeként, csak a 14–15. század fordulójára fejeződött be.

### Korai újkor
A mohácsi csatavesztést követően a város hosszú időre török hódoltsági terület lett.
A település a török és a királyi adóösszeírásokban egyaránt szerepel Szent Miklós, Tatár-Szent-Miklós névváltozatokkal. A budai szandzsák 1549-es adólajtstroma lakosait is fölsorolja. A 16. század második felében a lakosság nagyobb része áttér a református hitre.
1595-ben a török fölégette a települést. A lakosok egy része a környéken bujdoshatott, mert a 17. század elején Tatárszentmiklóst az öt megmaradt kiskunsági település között említik.

A 17. századi föléledést egy 1606-os oklevél igazolja: Bolyó János főbíró kutat bérelt a falu számára a bábonyi határban. Ezt a bérleti szerződést később többször megújították.
1631-ben a „Tatár (Kun) Szent Miklóshoz tartozó összes kunok” elveszett kiváltságlevelük helyett kérnek és kapnak újat II. Ferdinánd királytól.
A század második felétől ismert a város első pecsétje is, amelyen ekevasat ábrázol fölszántott földdel együtt, a felirata pedig: „Kun Szent Miklós Falu pecsétje Anno 1682”.
Buda 1686-os visszafoglalása és a 150 éven át tartó török uralom végén a jászok és a kunok joggal remélhették, hogy végre visszakapják kiváltságaikat. A Habsburg királyok azonban saját birtokként tekintettek a Jászkunság teljes egészére, 1702-ben el is zálogosítják a német lovagrendnek.
Érthető, hogy a Rákóczi-szabadságharc kitörésekor az eladott jászok és kunok a fejedelem oldalára álltak. A sorozatos tiltakozás, a birodalmat fenyegető háborús veszély arra késztette Mária Teréziát, hogy hozzájáruljon az úgynevezett redemptióhoz, amikor 1745-ben a Jászkunság 580 000 forintért megválthatta magát, és visszaszerezte a kollektív nemességet. A redemptióból Kunszentmiklós 40 000 forint összeggel vállalt részt. Ez a korszakos esemény a 18. századra mezőgazdasági fellendülést, jelentős gazdasági, anyagi erősödést hozott. Ekkoriban fejlesztették tovább a korábban már működő iskolát latin iskolává.
1794-ben Kunszentmiklós mezővárosi rangot nyert, amely tovább erősítette a település vezető pozícióját a Felső-Kiskunságban. Ekkorra már algimnázium is működik a városban, a gimnáziumi könyvtár első kötetei is ebből az időből valóak.

A városi címmel járó négyszeri vásártartás is hozzájárult a település feltűnő fejlődéséhez. A településszerkezet gyökeres átalakulása is ezekre az évtizedekre esik. Érlelődött a hagyományos szálláskertes települési forma szétfeszítése, nagyszabású közösségi építkezések, templom, városháza, vendégfogadó, gimnázium, bak-éri nagyhíd, új piacterek kialakítása, utcák nyitása, valamint több magánépítkezés folyt.
A lakosság száma is rohamosan nőtt, a várossá nyilvánításkor megközelítette a 3000 főt, a szabadságharc idején az 5000 főt.
Jelentős gazdasági szerkezetváltás is végbement, a rideg állattartást kezdték kiszorítani a félszilaj és az istállós tenyésztési módok. Az állattartás mellett a földművelés is egyre jelentősebb lett. A várossá válás után nőtt a kereskedők és iparosok száma, megalakultak az első céhek.
Leírás a településről a 18. század végén:
```
"Szabad magyar Mezőváros a’ Kis Kúnságban, az előtt Tatár Sz. Miklósnak neveztetett, lakosai kevés katolikusok, többnyire reformátusok, fekszik Laczházán alól 3 mértföldnyire. Régi földvára az Ozmanok által 1595ben, azután pedig Makszimilián Tsászár által elrontattatott. Bakér Duna ere határjánál foly, Postája, és Ispotállya is vagyon; határbéli földgye 3 nyomásbéli, ’s leginkább búzát, és zabot terem; árvizek’ idején náddal, gyékénnyel, ’s kákával bővelkedik; vagyonnyaikat Pesten 7, vagy Dömsöd alatt a’ Dunán egy mértföldnyire árúllyák, ’s másutt is."
 
(
Vályi András
: 
Magyar országnak leírása
, 
1796
–
1799
)
```

### 19. század
Itt járt gimnáziumba Ács Károly költő, 1848-as gerillavezér és Virágh Gedeon, aki huszárszázadát hozta haza 1848-ban Csehországból és a nemzeti hadsereg őrnagya lett. Jeles alakja volt a városnak Bankós Károly, Petőfi Sándor leghívebb barátja, vendéglátója 1845-ben, aztán lelkes kortese, majd vigasztalója és támasza az 1848-as választási kudarc idején.
A szabadságharc csatáiban ő is ott harcolt számos kunszentmiklósi nemzetőrrel együtt. A szabadságküzdelem leverése és a kiegyezés között a városban középületet csak adminisztratív és igazgatási-rendészeti céllal építhettek (bíróság, adóhivatal, fináncház, csendőrlaktanya).
A kiegyezést követően Kunszentmiklós járási székhely lett és státusát egészen 1956-ig megőrizte. A település 1871-ben az új községi törvény alapján rendezett tanácsú várossá alakult, de 1876 után az önálló Jászkunság megszűnésével e címét feladja.
A század utolsó harmadában a lélekszám lassan emelkedett, a századfordulóra meghaladta a 8000 főt, úgy, hogy tetőzött a tanyai lakosság száma is 3000 fővel. Ebben az időben váltak le a korábbi külső birtokok, mint Kerekegyháza, Orgovány- és Szank-puszták, amivel megindult önálló faluvá fejlődésük.
Több szakaszban megtörténik a közös földek felosztása, az állattartás továbbra is erős ágazat marad. Az állattartásnál az egyre kezesebb fajták honosodtak meg, a szarvasmarhatartást a juhtartás kezdi felváltani. Az 1880-as évek elején megépült az első gőzmalom, a mezőgazdasági feldolgozó ipar egyéb ágai is megjelentek.
Postája és gyógyszertára már a 19. század elejétől volt Kunszentmiklósnak. Az 1860-as években kórház nyílt, 1872-től az első óvoda is fogadta a kicsiket. Nyomdákat alapítottak, az 1880-as évektől saját újsága van a városnak: Kunszentmiklós és Vidéke. Bors Károly 1893-ban kiadta az első várostörténetet.
1882-ben megépült és megindult a forgalom a települést érintő Budapest-Szabadka-Zimony vasútvonalon, 1902-ben megindult a közlekedés a Kunszentmiklós-Tass–Dunapataj-vasútvonalon is.

### 20. század
A két világháború között a lakosság számában változás nem történt. A nagyközség megőrizte járási székhely pozícióját, bizonyos beruházásokat is meg tudott valósítani. A főutcákat kiskockakővel burkolták, bővítették a gimnáziumot, valamint sporttelep és sportuszoda létesült, 1928-ban villanytelep épült.
A gazdaságot hátrányosan érintő esemény az 1920-as évek végére lezáruló, átgondolatlan csatornázás volt. Az ár- és belvízveszély csökkentésére épült, de a távlati követelményekkel nem számoló, eltúlzott csatornahálózat egy csapásra felborította az évszázadokon át stabilnak bizonyult hidrológiai egyensúlyt. Néhány év alatt gyakorlatilag kiszáradt a határ, a talajvízszint lesüllyedt. Gyors, másodlagos szikesedés tette alig művelhetővé a földeket, miközben csapadékos időben ez a rendszer befulladt. Tartós esőzés vagy hirtelen olvadás után „nem a víz van a csatornában, hanem a csatorna a vízben”, ahogyan a helyiek ezt bölcsen és keserűen megállapították.
Az országos agrárválság és ez a helyi csapás lett az okozója a földművelő lakosság elszegényedésének és az eddigi homogén gazdálkodó közösség erősödő rétegződésének. Nőtt a nincstelenek száma, akik a 30-as évek közepétől a már háborús célokra átállított csepeli és dél-pesti üzemekbe kezdtek bejárni.
A második világháború utáni új élet már 1944 őszén megindult.
Szerveződött a rendfenntartás, különböző pártok, bizottságok alakultak, és megkezdődött a földosztás előkészítése, amelynek során 600-nál több nincstelen zsellér kapott földet. Az első időkben itt is inkább a termelőágazatok fejlesztésére törekedtek. Lakossági célú beruházásokra nem került sor. Megalakult a gépállomás, létrejött a háziipari szövetkezet, működni kezdtek a mai gabonaipari, tejipari és sütőipari vállalatok elődei. A lakosság foglalkoztatásából egyre nagyobb részt vállalt a dunapentelei építkezés, emellett a Pestre járók száma is nőtt.
1956-ban Kunszentmiklós elveszítette járási székhely címét, először a Dunavecsei járáshoz került, majd annak megszűntével a Kecskeméti járáshoz csatolták.
1957-től kommunális ellátó beruházások indultak, megépült a tasskertesi bekötőút, elkészült több kilométer járda és villanyhálózat, működni kezdett a törpe vízmű. Közben új alapokon megindult a szakmunkásképzés és megépült az új gyógyszertár.
1960 és 1970 között két alapvető gazdasági változás hatott leginkább Kunszentmiklóson. Előbb az évtized elején a mezőgazdaság szerkezeti átszervezésével 6 termelőszövetkezet alakult, majd az 1970-es évek elejére egyesülésük után 3 maradt. Ugyancsak az 1970-es évek elején elérte az 1500 főt az eljáró dolgozók száma.

## Címere
A 19. század végén már a jelenleg is használt címert, pecsétet használta a nagyközség. Ez kerekített háromszögű, vágott pajzs, amelynek egyes mezejében két keresztbe tett fekete szablya, alatta két fekete, csövével haránt-, illetve balharánt irányban lefelé helyezett, egymást keresztező pisztoly lebeg. A második vörös mezőben négy ezüst cölöp látható. A pajzs felső szélének közepe felett ezüst, pántos sisak, fekete zsinóron függő fekete nyakékkel. Sisakdísz: jobb kezével szöges, ezüstbuzogányt tartó pántos sisakos páncélos vitéz. Ezüst-kék sisaktakarók kígyóznak körülötte.

## Közélete

### Polgármesterei
- 1990–1994: Dr. Borák Ákos (SZDSZ)[3]
- 1994–1998: Mózes Ernő (MSZP)[4]
- 1998–2002: Mózes Ernő (független)[5]
- 2002–2006: Bődi Szabolcs (Fidesz-MDF)[6]
- 2006–2010: Bődi Szabolcs (Fidesz)[7]
- 2010–2014: Bődi Szabolcs (Fidesz-KDNP)[8]
- 2014–2019: Lesi Árpád (Fidesz-KDNP)[9]
- 2019–2024: Lesi Árpád (Fidesz-KDNP)[10]
- 2024– : Lesi Árpád (Fidesz-KDNP)[1]

## Népesség
| Lakosok száma | 5963 | 6929 | 7309 | 9053 | 8385 | 8381 | 8248 | 8166 | 8146 | 8110 |
|               | 1870 | 1880 | 1890 | 2001 | 2013 | 2014 | 2018 | 2022 | 2023 | 2024 |

2001-ben a város lakosságának 97%-a magyar, 3%-a cigány nemzetiségűnek vallotta magát.
A 2011-es népszámlálás során a lakosok 88,3%-a magyarnak, 4,7% cigánynak, 0,5% németnek mondta magát (11,6% nem nyilatkozott; a kettős identitások miatt a végösszeg nagyobb lehet 100%-nál). A vallási megoszlás a következő volt: római katolikus 29,7%, református 30,6%, evangélikus 0,5%, görögkatolikus 0,2%, felekezeten kívüli 13,4% (22,7% nem nyilatkozott).
2022-ben a lakosság 88,4%-a vallotta magát magyarnak, 4,2% cigánynak, 0,3% németnek, 0,2% románnak, 0,1-0,1% ukránnak, horvátnak és szerbnek, 1,7% egyéb, nem hazai nemzetiségűnek (11,5% nem nyilatkozott; a kettős identitások miatt a végösszeg nagyobb lehet 100%-nál). Vallásuk szerint 26,9% volt református, 19,7 római katolikus, 0,4% evangélikus, 0,3% görög katolikus, 3% egyéb keresztény, 1% egyéb katolikus, 12,2% felekezeten kívüli (36,2% nem válaszolt).

## Nevezetességei

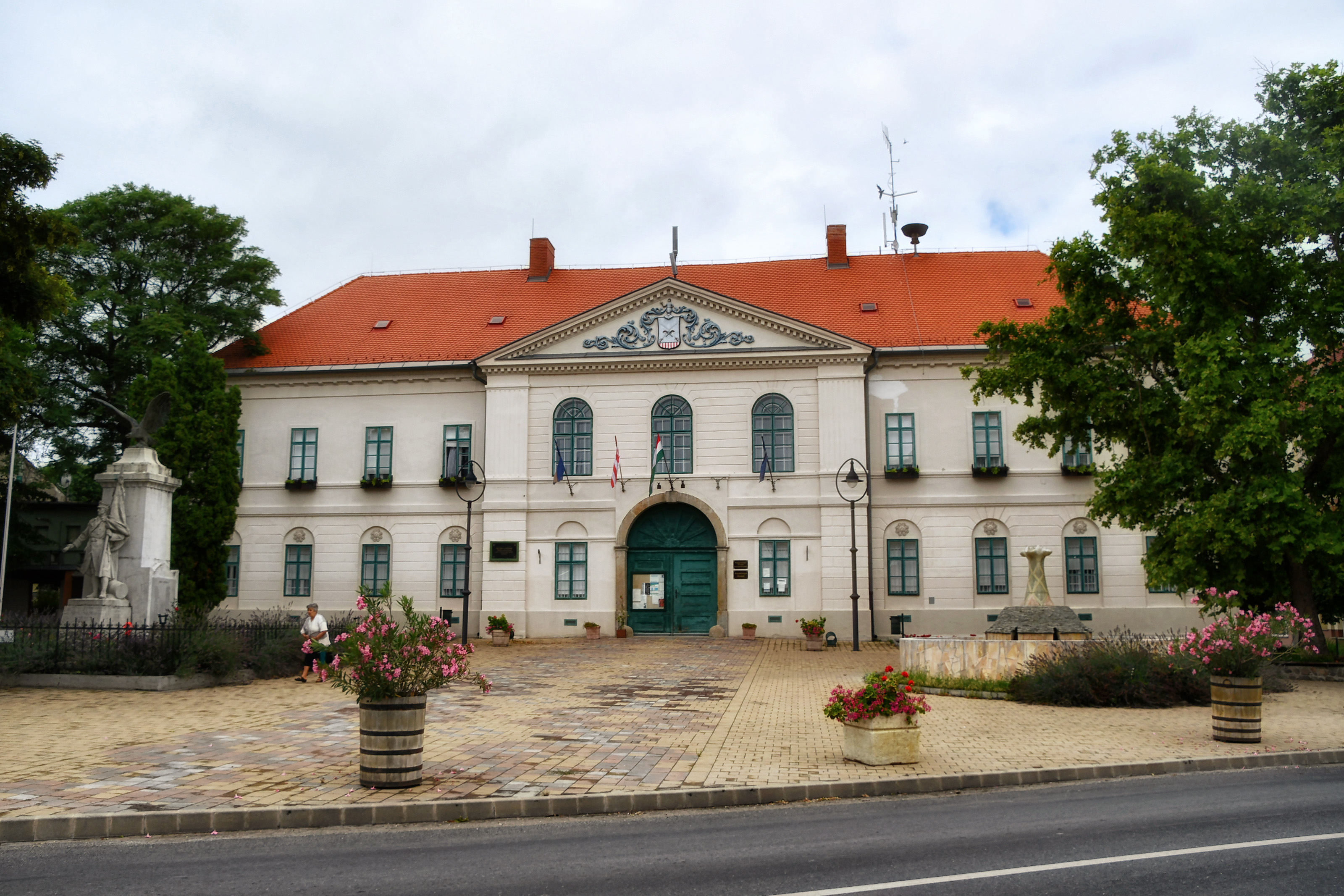
A műemlék városháza

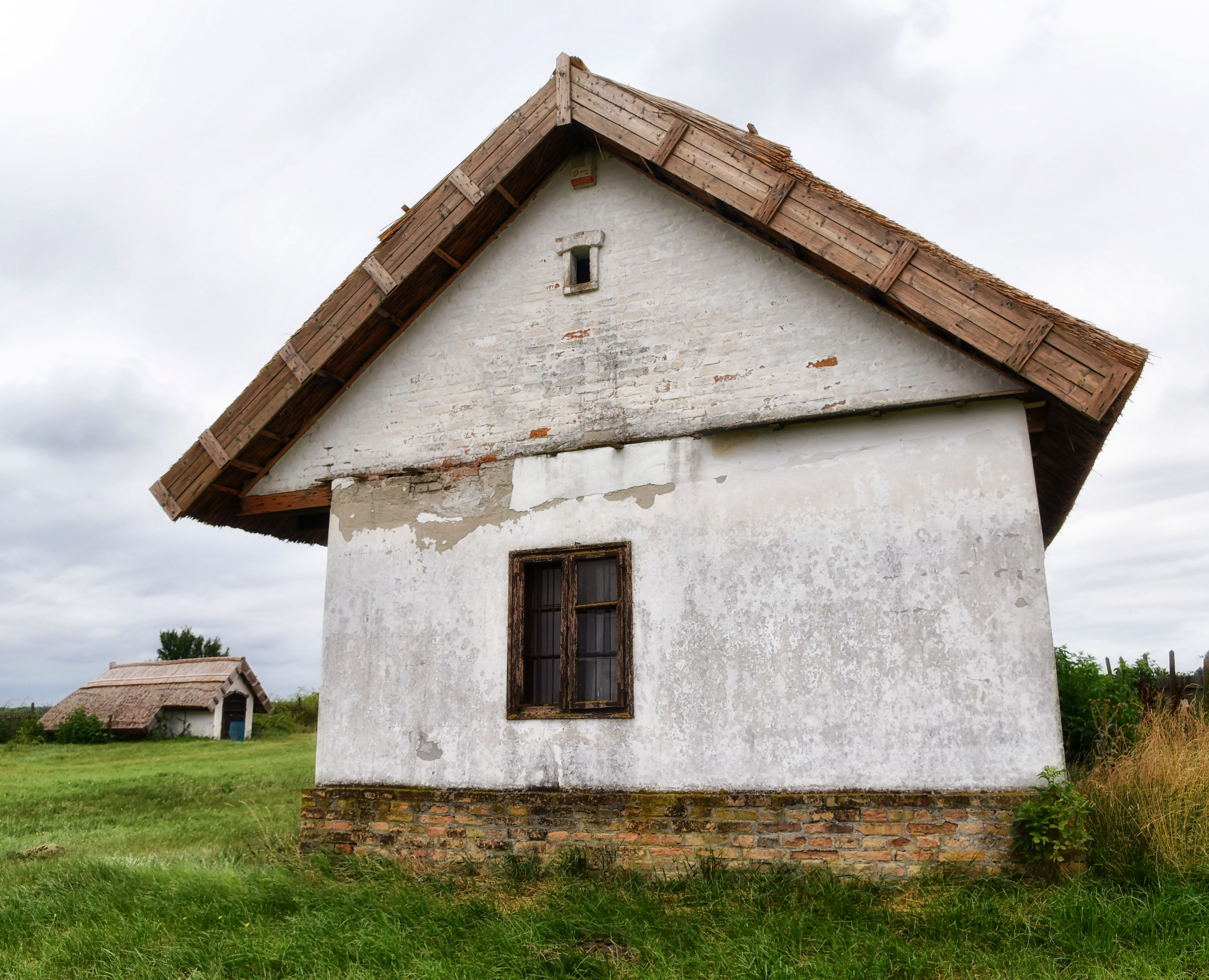
A Nyakvágó csárda

- Városháza, 1825-ben épült klasszicista stílusban[14]
- Református templom, Rabl Károly tervei alapján 1788-1792 között épült késő barokk stílusban, a templom tornyát a XIX. században ifjú Hild József építtette át
- Római katolikus templom, elődjét 1787-ben építették, a mai, kívül neoromán, belül neogótikus formáját 1906-ban nyerte el
- Baksay Sándor Református Gimnázium (neoklasszicista)
- Nyakvágó Csárda, az egykori Pest-Pétervárad közötti postaút egyik állomása volt, nevét az 1801-ben szerelemféltésből elvágott nyakú csaplárné bűnesetéről kapta
- Virág Kúria, 1820 körül Virágh Pál főbíró építtette klasszicista stílusban, ma helytörténeti gyűjtemény működik falai között
- Kunbábonyi Képzési Központ[15]
- Diószegi Balázs Emlékház
- Baksay Sándor Emlékszoba
- Kunszentmiklósi Strandfürdő, a nyáron működő, három medencés, gyógyvizes fürdő vize elsősorban ízületi- és izomfájdalmakra és nőgyógyászati panaszokra alkalmazható

## Híres emberek
- Itt született Naszvadi György közgazdász 1944. október 17-én
- Itt született Varga Domokos Kossuth-díjas író és újságíró
- Itt született és járt elemi iskolába Bors Károly a Magyar Optikai Művek Kossuth-díjas, és az 1958-as Brüsszeli Világkiállítás nagy díjas mérnöke, egyetemi tanár, kandidátus.
- Itt született Szamota István, nyelv- és történettudós 1867-ben
- Itt született Tolnai Gábor 1910-ben, irodalomtörténész, esszéíró, egyetemi tanár, az MTA tagja.
- Itt született 1914. november 16-án Diószegi Balázs festőművész, egykori háza máig megtekinthető
- Virágh Gedeon ’48-as honvéd őrnagy
- Itt élt Baksay Sándor író, költő, műfordító, református püspök
- Itt született Krasznói Klára színésznő
- Itt élt Szász Károly költő, műfordító, egyházi író 1857–1863, református püspök
- Itt született Varga Tamás matematikatanár, a matematikatanítás nemzetközileg elismert kiemelkedő egyénisége
- Itt született Benke István (mérnök, 1881–1954), irányító szerepe volt a magyarországi úthálózat kiépítésében és a nevéhez fűzödik a számozott úthálózati rendszer megvalósítása[16]
- Itt született Bolyó Károly (orvos, 1833–1906) ideg- és elmegyógyász, az elmebetegek budapesti országos intézetének egykori főorvosa
- Itt tanult Szűcs István (1946–2022) kohómérnök, a Miskolci Egyetem professor emeritusa
- Itt halt meg 1954-ben Biró Zoltán magyar erdőmérnök, miniszteri tanácsos, felsőházi tag

## Testvérvárosai
- Székelykeresztúr, Erdély (Románia)
- Blumberg, Németország
- Székelykeve, Vajdaság (Szerbia)
- Karcag, Magyarország
- San Ġiljan, Málta
- Csepe, Kárpátalja (Ukrajna)